# Flugplatz Schänis

i7
i11
i13

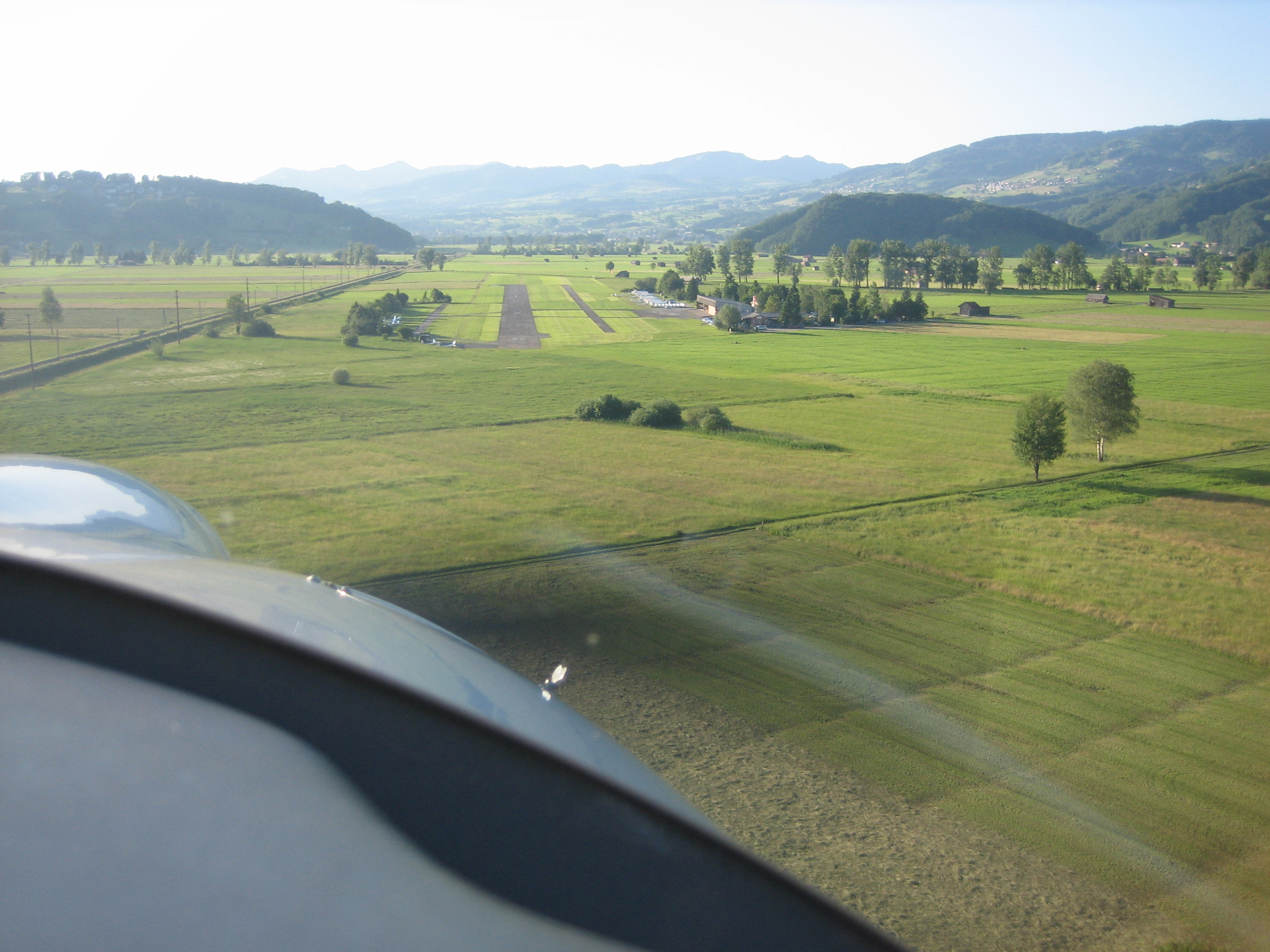
Anflug auf Piste 34L am Flugplatz Schänis

Der Flugplatz Schänis (ICAO-Code LSZX) ist ein Segelflug-Flugplatz auf dem Gebiet der St. Galler Gemeinde Schänis in der Linthebene direkt an der Bahnstrecke Rapperswil–Ziegelbrücke in der Schweiz.
Der Flugplatz Schänis ist der grösste Segelflug-Flugplatz der Schweiz; in verschiedenen Segelfluggruppen sind über 150 aktive Piloten organisiert. Schänis bietet unter anderem den Vorteil in unmittelbarer Nähe der Alpen zu liegen, nicht von der Kontrollzone des vergleichsweise nahe gelegenen Flughafen Zürich betroffen zu sein und einen täglichen Flugbetrieb zu unterhalten. 
2007 und 2009 fanden in Schänis die Schweizermeisterschaften im Segelflug statt. Daneben ist Schänis ein regelmässiger Austragungsort von Regionalmeisterschaften.
Seit Sommer 2008 nimmt die Schweizer Luftwaffe den Luftraum nordöstlich von Schänis gelegentlich für ihren Trainingsraum Speer für Pilatus-PC-21-Flüge in Anspruch. Die ursprünglich geplante Luftraum-Minimalhöhe von 8000 Fuss wurde nach Protesten der Segelflieger auf 10'000 Fuss (rund 3050 Meter) über Meer erhöht.
Am Flugplatz Schänis sind verschiedene Segelfluggruppen beheimatet, insbesondere die grosse Segelfluggruppe Lägern (SG Läger), die 1935 als Segelfluggruppe Dübendorf im zürcherischen Dällikon am Fuss der Lägern gegründet wurde, jedoch seit 1965 aufgrund des wachsenden Flugverkehrs am Flughafen Zürich in Schänis beheimatet ist. Ebenfalls in Schänis ansässig sind der Oldtimerclub Schänis (OCS) mit Oldtimer-Segelflugzeugen und die Swiss Aerobatic Gliding Association (SAGA).